# Hr. Ms. Marten Harpertszoon Tromp
Hr. Ms. Marten Harpertszoon Tromp byla pobřežní bitevní loď nizozemského královského námořnictva. Ve službě byla v letech 1905–1932. Po vyřazení byla sešrotována.

## Stavba
Plavidlo postavila nizozemská loděnice Rijkswerf v Amsterdamu. Kýl byl založen 2. května 1903, na vodu byla spuštěna 15. června 1904 a do služby uvedena 17. listopadu 1905.

## Konstrukce
Výzbroj tvořily dva 238mm kanóny v jednodělových věžích. Doplňovaly je čtyři 150mm kanóny v jednodělových věžích, osm 75mm kanónů, čtyři 37mm kanóny a tři 450mm torpédomety. Pohonný systém tvořilo osm kotlů Yarrow a parní stroje o výkonu 6400 hp, pohánějící dva lodní šrouby. Nejvyšší rychlost dosahovala 16,5 uzlu. Dosah byl 4000 námořních mil při rychlosti 10 uzlů.